# Río Conso
El río Conso es un curso de agua del noroeste de la península ibérica, afluente del Bibey. Discurre por la provincia española de Orense.

## Curso
El río, que discurre por la provincia de Orense, nace en los alrededores de Pradoalvar, localidad que atraviesa. Fluye dejando a ambos lados de su curso localidades como Edrada, San Mamed de Hedrada, Entrecinsa, Sabuguido, Soutogrande, Soutelo, Villarino y Conso, hasta terminar desembocando en el río Bibey. Aparece descrito en el sexto volumen del Diccionario geográfico-estadístico-histórico de España y sus posesiones de Ultramar de Pascual Madoz con las siguientes palabras:

CONSO: r. en la prov. de Orense, el cual nace al pie de las sierras de Queija ó del Seijo, 1 leg. mas arriba del l. de Pradoalbar (part. jud. de Viana del Bollo); pasa por medio de dicho pueblo y deja á su izq. los de San Mamed de Hedrada, Sabuguido, Sotogrande, Soutelo, Villarino, (donde recibe las aguas del Cenza), Conso y Santa María del Puente, y á su der. Hedrada, Entrecinsa y Santa Marta, confluyendo despues en el r. Bibey; en dichos pueblos, menos en el de Santa Marta, tiene puentes de madera con pilastras de piedra, costeados por los vec., á escepcion del que hay en Sta. Marina, el cual es costeado por todos los hab. del distrito por hallarse en la vereda ó camino de Viana á Orense. Sus aguas fertilizan bastantes trozos de labor, dan impulso á molinos harineros y crian truchas, anguilas y otros peces menudos de muy buen gusto.
(Madoz, 1847, p. 567)

Las aguas del río, perteneciente a la cuenca hidrográfica del Miño, acaban vertidas en el océano Atlántico.